# Гірнича промисловість Лаосу
Гірнича промисловість Лаосу.

## Загальна характеристика
Найважливіші галузі гірничої промисловості наприкінці XX ст.: видобуток залізних і олов'яних руд, кам'яної солі, гіпсу.

## Окремі галузі
Оловорудна промисловість. Промисловий видобуток олов'яних руд на території Лаосу ведеться з 1923. Наприкінці XX ст. підприємства по видобутку («Фонтьєу», «Боненг» і «Нонгсин») розташовані в долині річки Патен. Розробка ведеться відкритим способом з використанням екскаваторів, бульдозерів і автосамоскидів. Руду збагачують відсадкою. Концентрат експортують.
Станом на 2002 р запасів і потужностей двох працюючих копалень олов'яної руди вистачає для забезпечення продуктивності видобутку на рівні 2-3 тисяч т/рік протягом декількох років. Концентрат (50% Sn) для рафінування транспортують до Малайзії.
Залізну руду видобувають на копальні в Xien Khouang, побудованій за допомогою В'єтнаму (Newmont Viengkham Ltd.).
Промисловий  видобуток гіпсу ведеться в провінції Саваннакхет (Savannakhet) відкритим способом з початку 80-х рр. XX ст. Розробляється пласт потужністю 4-7 м. Продукція майже повністю йде на експорт.
Видобуток кам. солі почато з кінця 70-х рр. XX ст. ведеться відкритим способом, частково — методом підземного розчинення.
Золото. У районах Сепон і провінції Сараван, Аттапи ведеться старательский видобуток золота. Перспективними на золото експерти вважають провінції Vientiane і Sayabouri, до яких проявляє інтерес компанія Rio Tinto.
У 2002–2003 рр. канадська компанія Oxiana Resources NL проводить буріння розвідувальних свердловин на родовищі золото-мідних руд Сепон (Sepon). Компанія має в цьому проекті 80% участі і веде роботи на ділянці Діскавері-Коллавіал (Discovery Colluvial). У одній із свердловин в інтервалі 7-17 м від поверхні середній вміст золота становив 14.5 г/т; це найкращий результат. У інших свердловинах вміст золота 10-12 г/т [Mining Journal. 2003. V.340].
Камені та ґеми. Дорогоцінні (сапфіри, червона шпінель) і напівдорогоцінні камені добувають з 1880-85 рр. в невеликих масштабах на північному заході і півдні країни.
Видобуток кам'яного вугілля вівся відкритим способом наприкінці XIX ст. (родовища  Бочан і Сараван). У XX ст. видобуток припинено. Почата експлуатація родовищ бурого вугілля в провінції Сіангкхуанг.

## Геологічна служба
Геологічні дослідження на території Лаосу і координація робіт гірничодобувних підприємств ведеться Гірничо-геологічним департаментом (заснованим в 1978) Міністерства промисловості, ремесел і лісового господарства.